# Шпаковский, Александр Ильич
Александр Ильич Шпаковский (20 августа [1 сентября] 1823 — 25 июня [7 июля] 1881) — русский полковник, изобретатель различных приборов и машин, педагог, один из пионеров фотографии.

## Биография
Шпаковский родился 20 августа 1823 года. Происходил из дворян Смоленской губернии, образование получил в Новгородской гимназии и в январе 1840 года поступил на службу в Перновский гренадерский полк.
В 1842 году был переведён прапорщиком в гренадерский эрцгерцога Франца-Карла полк, а в следующем году — в Астраханский карабинерный. В мае 1847 года он был прикомандирован к Павловскому кадетскому корпусу, в феврале 1851 года утвержден репетитором по физике в корпусе, а в октябре 1854 года назначен преподавателем того же предмета.
По упразднении Павловского кадетского корпуса 31 октября 1863 года переведен в 1-е военное Павловское училище штатным преподавателем по физике. 27 марта 1866 года произведён, за отличие по службе, в подполковники с зачислением по армейской пехоте и с оставлением при училище. 15 октября 1867 года переведен в 12-й гренадерский Астраханский полк, а 20 апреля 1869 года произведён в полковники, с оставлением при училище.
В январе 1870 года вышел в отставку, а в октябре того же года определен на службу по Министерству внутренних дел, с приказом для занятий в строительное отделение Санкт-Петербургского городского правления по механической части. Шпаковский был известен как один из замечательнейших деятелей по развитию различных отраслей техники в России. Не будучи специалистом-техником, а лишь самоучкой, он пользовался, однако, в 1860-х и 1870-х годах большой известностью, благодаря своим многочисленным изобретениям, находившим нередко обширное применение не только в России, но и за её границами.
Его деятельность, в качестве изобретателя, началась со времени назначения его преподавателем физики в кадетском корпусе. В 1850-х годах он устроил остроумный регулятор для дуговых электрических фонарей, введённый с августа 1856 года в Москве. Описание этого регулятора напечатано в статье Le Roux: «Regulator für das elektrische Licht von prof. Spakowski in St.-Petersburg» («Dingler’s polytechnisches Journal», т. CLXVI, стр. 24—26; «Bulletin de la Société d’Encouragement», 1862, май, стр. 270). Ещё большее применение получил изобретённый им аппарат для производства ночных сигналов во флоте. В конце 1865 года прибор этот был передан морским министерством для испытания в морской учёный комитет и сигнальную комиссию по всем вопросам сигналопроизводства. После целого ряда самых тщательных опытов прибор Шпаковского был признан отличным, и морское министерство распорядилось снабдить этими приборами всю броненосную эскадру и суда, отправлявшиеся за границу (1866 год). Не довольствуясь этим успехом, Шпаковский решил отправить своё изобретение на суд английского флота, и получил полное одобрение.
Работая над своим сигнальным фонарем, Шпаковский в 1866 году напал на мысль воспользоваться пульверизацией для применения её к паровым котлам с жидким топливом, главные удобства которых — лёгкость, отсутствие трубы и искр и быстрота разводки паров — делали его особенно полезным всюду, где имели значение сбережение пространства, выигрыш в весе прибора и уменьшение помещения для топлива. На пульверизации горючей жидкости основана была также изобретённая им лампа, в которой скипидар разбивался в пыль механическим способом.
В 1867 году Шпаковский построил новую паровую пожарную машину, для которой он применил пульверизационную топку. Машина отличалась чрезвычайной лёгкостью, простотой устройства и быстротой изготовления паров. Получив заказ от Министерства внутренних дел России на изготовление 6 подобных машин и обещание заказать ему ещё 60 штук, Шпаковский устроил фабрику паровых пожарных машин в Петербурге, но вследствие перехода пожарного дела в ведение города заказ этот не состоялся, отчего Шпаковский потерпел большие убытки.
В том же 1867 году Шпаковский представил Вольному Экономическому обществу паровую пожарную лодку с изобретенным им паровым котлом с пульверизацией. 26 сентября того же года он производил весьма удачные опыты на Неве с этой лодкой. Тогда же он произвел ряд исследований, по поручению одной из Каспийских пароходных компаний, относительно выгодности применения нефти для топки больших пароходных котлов. Затем, в 1870 году, он занялся химической обработкой каменного угля, произвел ряд исследований над получением жидких углеводородистых соединений из угля, устроил аппарат для добывания светильного газа из угольного масла, а также особую печь непрерывного действия для сухой перегонки каменного угля.
В 1872 году он изобрел дымогарный очаг, предназначенный для отапливания каменным углем, коксом и торфом обыкновенных комнатных печей и обусловливавший надлежащее сгорание топлива и перегорание неуспевшего сгореть в очаге дыма. Очаг этот в марте и апреле 1873 года был исследован и одобрен соединенной комиссией Русского технического общества и Общества архитекторов (см. «Отчёт об опытах над очагом Шпаковского» в «Записках Императорского Русского Технического Общества» 1874 г., вып. I, стр. 54—63).
Кроме вышеописанных изобретений, Шпаковский изобрел ещё водоподъёмный инжектор (1868 год), проволочные бесконечные ремни вместо кожаных (1873 год), усовершенствовал способ переработки натровой селитры в калиевую (1872 год), упростил способ фабрикации поверочных камер для артиллерийского ведомства (1872 год), изобрел упрощенный способ изготовления шаровидного торфа и стал изготовлять из торфяной массы кирпичи для внутренней отделки домов, а также орнаменты (1873 год). В 1874 году он занимался изготовлением массы для углей дуговых ламп по способу Лодыгина, в 1875 году — разработкой способов изготовления лаков и олифы, в 1876 году изготовлением искусственного цемента, а в 1877 году он составил проект, сигнализации посредством пуль с парашютом, а также посредством небольших цветных аэростатов и монгольфьеров с азотным метилом.
Имея в 1850-х годах фотографию в С.-Петербурге, считавшуюся в то время самой лучшей, он ввел целый ряд усовершенствований в способах печатания и, между прочим, старался применить к нему легкоплавкие сплавы по способу Вудбюри (1878 год).
Простое перечисление всех изобретений Шпаковского свидетельствует о его неутомимой энергии. Тем не менее, будучи человеком мало практичным, он не сумел извлечь материальных выгод из своих работ: ими воспользовались другие. Сам же он впал в долги. Доведенный неблагоприятно сложившимися обстоятельствами почти до нищеты, он в 1878 году поступил по вольному найму в минные мастерские в Кронштадте, где занялся исправлением различных физических приборов. И там он не переставал работать над своими изобретениями, усовершенствовал гальванический замыкатель, занимался разработкой ракетных составов, и результатом этих работ явилось важное изобретение в минном деле, основанное на применении изобретённого им ракетного состава к движению мин. Это изобретение, будучи доведено до конца, дало бы ему возможность выпутаться из критических обстоятельств, так как по контракту, заключённому с морским министерством, он при успешном окончании этого дела должен был получить 50 000 рублей, но и тут судьба помешала осуществлению его надежд.
Во время присутствия Шпаковского в минном классе в Кронштадте произошёл сильный взрыв при набивке патронов гремучим составом, и он получил сильную контузию, вызвавшую кровоизлияние около полости затылочного мозжечка, последствием чего явились нервные припадки, сильно потрясшие его организм и сведшие его в могилу. Не будучи в состоянии лично продолжать работы по своему изобретению и не получив разрешения передать его доверенному лицу, которое бы занималось под его руководством, он получил обратно уничтоженный контракт с министерством. До чего доходила его энергия, видно из того, что, не будучи уже в состоянии, вследствие начавшегося паралича спинного мозга, работать стоя, он все-таки одно время работал над своим изобретением сидя, поддерживаемый кем-нибудь сзади.
Ещё до потери своей работоспособности, он изобрел особый способ приготовления призматического пороха и приказом генерал-фельдцейхмейстера от 23 сентября 1880 года был допущен на Охтенский пороховой завод для приготовления 5 пудов изобретённого им пороха, на что ему было отпущено 300 рублей. Между тем болезнь его, вызванная контузией при взрыве, быстро подвигалась вперед. Сперва он, за неимением средств, был помещен в клинический военный госпиталь, а затем, после признания его неизлечимым, в больницу для умолившего Святого Николая Чудотворца, откуда был переведен в мае 1881 года в больницу для чернорабочих на Удельной, где вскоре и умер (25 июня 1881 года, в Петербурге). Даже на смертном одре его не покидала страсть к изобретениям, и он все просил докторов принести ему желатина, альбумина, глицерина и каких-то ещё других веществ, из которых он хотел составить для себя новую свежую нервную массу взамен старой, которая уже испортилась и должна быть заменена.
Похоронен на Смоленском православном кладбище.

## Научные труды
Из печатных трудов Шпаковского следует указать: «Сравнительная оценка топки паровых котлов каменным углем, скипидаром и нефтью» («Морской сборник», 1866, ч. 85, № 4), «Практические исследования паровых машин» (там же, 1867, 97, № 12), «О применении пульверизация к топке паровых трубок» («Записки Имп. Русского Технического Общества», 1867 г., вып. II), «О паровых пожарных трубах» (там же, 1868 г.), «Печь непрерывного действия для сухой перегонки каменного угля» (там же, 1872 г., вып. I), «Рациональный способ пользования земляными углями в России» (СПб., 1871 г.).

## Семья
Дочери:
- Варвара Александровна Животовская-Смирницкая, фотограф, владелица фотоателье «Шпаковская В. и Ко»[2]. Первым браком (11 (23) ноября 1881) за Н. П. Животовским[3] (1846—1888).
- Людмила Александровна Шпаковская, фотограф, владелица фотоателье «Л. Шпаковская и Ко» в Соляном городке[4].